# تجربة العملاء

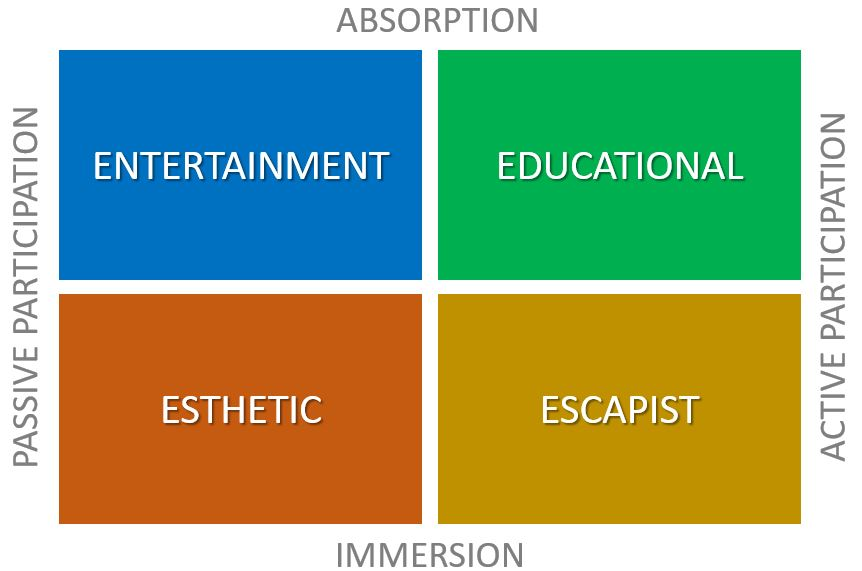

تجرِبة العملاء (بالإنجليزية: Customer Experience) هي الخبرة التي تكتسبها المنظمات والشركات بعد تعاملها مع مجموعة من (الزبائن)، هذه التعاملات تشمل كلًّا من: استمالة عملاءَ جُدد ودراسة العملاء الحاليين، أو الدفاع عن حِصَّة الشركة وضمان استمرار وفائهم لخِدْماتها. تُقاس تجرِبة العملاء وتُقَيَّم بمقارنة تجارِب الأفراد طَوالَ مدَّة العقد مع توقعات لولاء الأفراد للمُنتَج.
ازداد اهتمام المحلِّلين والمتابعين الاقتصاديين بدراسة وإدارة تجرِبة العميل، ومن أشهرهم الدكتور بيرند هربرت شميت أستاذ الاقتصاد بجامعة كولومبيا.
تتطلب تجرِبة العميل انخراطاً منه في مختلِف المستويات: عقلية كانت أو عاطفية، ذاتية أو روحية. يستجيب العملاء استجابة مختلفة مع تعدُّد العمليات التواصلية للشركة. الاتصال المباشر يحدث غالبًا عندما يكون العميل هو من بدأ تلقائيًّا عملية الشراء أو طلب الخدمة. في حين يكون الاتصال غير المباشر بتدخُّل من وسائط الإعلان الترويجي - المقالات الإخبارية - اللقاءات غير المُعَدَّة سلفًا مع مندوب المبيعات - التناقل الفيروسي لدعاية الشركة.
يمكن اعتبار كل استجابة شخصية للعميل سواء كانت علاقتها بالشركة مباشرة أو غير مباشرة جزءاً من تجربة ذلك العميل، يدخل في ذلك العلاقات المباشرة التي تنشأ في الأماكن التي تشهد إقبالا من العملاء على عملية الشراء أو على الاستفادة من خدمة مشروع ما (مثل البيع بالمتاجر أو البيع المباشر بالمقابلة أو التفاعل مع فريق الموزعين). أما بالنسبة إلى العلاقات غير مباشرة أو غير متوقعة فيكون مصدرها بالعادة من مندوبي الدعاية والإعلان، أو حتى من بعض الشركات والعلامات التجارية وأحيانا من اَلتَّوْصِيَة الإيجابية (من الأصدقاء مثلاَ)، أو قد تأخذ صيغ النقد، الإشهار، الإخبار، الاستطلاعات وغيرها من الصّيغ المشابهة. فتجربة العميل بشكل مبسّط هي نِتاج لجمع مساهمة قيمة العملاء مع مساهمة الشركة، تعد الشركة هنا مصدر اختبار تلك التجربة.
كل الأحداث التي يختبرها العملاء قبل عملية الشراء أو بعدها يمكن اعتبارها ضمن تجرِبة العميل، فعندما يعيش العميل تلك الأحداث يُدْرَس سلوكه النفسي على أنه حالة فردية، إذ يقوم باستمالة كل الحواس والعواطف والجوانب العقلية والبدنية التي بها يتمكَّن من تذكُّر تجرِبة يصعُب نسيانها. مفهوم تجرِبة العميل يتحقَّق لدى مختلِف أنواع التنظيمات والصناعات في العالم. لكن جُلَّ الدراسات التي تتطوَّر الآن عن خبرة العملاء تُعنى بقطاع التجزئة، فبه يُسهم كلٌّ من العميل والشركة في إتاحة تلك التجرِبة. 

## إستراتيجيات مهمة
تجربة العملاء قيّمة للغاية. يعتبر مفهوم تجربة العملاء جديداً نسبياً، غير أنّ ستيف جوبز كان من أوائل من نصح بالتركيز على حاجات العملاء قبل وقت طويل. في التسعينيات، نصح جوبز بالانطلاق من تجربة العملاء والعودة إلى الوراء وصولاً إلى التكنولوجيا، قائلاً: «لا يمكن الانطلاق من التكنولوجيا ومن ثمّ محاولة اكتشاف أين ستبيع منتجك».  لا تقتصر تجربة العملاء على خدمة العملاء فقط، بل تقوم على منهجية الشركة وثقافتها التي تطبّق في كافة جوانب عملها وتشمل عناصر مثل «نهج القيمة الربحية» profitable value approach «والتخطيط المسبق».
يجب أن يتناسب المنتج مع السوق. 90% من الشركات الناشئة تفشل لأسباب مختلفة. ولسوء الحظّ، يعتقد روّاد الأعمال والشركات في السعودية أنّ رأس المال هو الذي سيحافظ على الشركة.  عند تأسيسهم شركات هنا، يبني الروّاد المنتجات والخدمات ويضعون خطط التسويق وكأنّهم هم العملاء. وذلك في حين عليهم تحديد حاجات ورغبات جمهورهم المستهدف وتقديم ميزات ذات قيمة في منتجاتهم وخدماتهم.
لا يمكن نسخ تجربة العملاء. يجب على روّاد الأعمال ابتكار أفكار جديدة تخدم حاجات العملاء وتجعل العالم مكاناً أفضل، بدلاً من تبنّي التوجّهات السائدة ومحاولة جني الأموال فقط لا غير.
خطط وقيّم. عليك فهم دورة حياة المنتج. ومن الضروري جدّاً تحديد موضوع التركيز في كلّ مرحلة، والمؤشرات التي تدل على أنّ المنتج أو الخدمة في تراجع، من أجل تحديث المنتج أو بناء منتج آخر. أطلق أوّلا منتجاً أولياً قابلاً للنمو لأنه يساعد على تقليص فرص الفشل ويقلل من التكلفة في فهم عناصر بالغة الأهمية كالسوق وتجربة العملاء وحاجات العملاء. وذلك بدلاً من إطلاق تطبيق باهظ الثمن ذي ميزات متعددة قد لا تحتاج إليها لاحقا بالرغم من أنّها كلّفتك باهظاً. لذا، إبدا بتصميم بسيط.  
استخدم البيانات المتوفّرة أمامك. عليك استخدام التحليلات للتخطيط لمستقبلك. يقول ستيفن أولاندر، نائب رئيس «ديجيتال سبورت» Digital Sport في «نايكي» Nike ، إنّه «لا يمكنك تحسين ما لا يمكنك قياسه». عند بناء شركة جديدة أو منتج أو خدمة جديدة، عليك دراسة السوق وحاجاتها باعتماد أدوات قياس مثل الإحصاءات أو المقابلات أو اختبارات قابلية الاستخدام. ويجب على الشركات وضع نظام لقياس التقدّم الذي أحرزته وقياس منتجاتها أو خدماتها وأداء الشركة بشكل عام فوراً.
تجربة العملاء لا نهاية لها. تدخل تجربة العميل في كلّ مرحلة من مسيرة منتجك. فتنتقل من الاكتشاف والتوعية، مروراً بالتفكير والشراء والخدمة، وصولاً إلى الولاء لهذا المنتج. ويعدّ موقع الشركة من أهمّ نقاط التأثير بالعملاء، بخاصةٍ لأنّ الكثير من المواقع تتضمن عناصر تجارة إلكترونية اليوم. يسود توجه نحو المتاجر الإلكترونية في السعوديّة رغم حداثتها، غير أنّ بعض الشركات تفضّل جمع الأموال على تجربة المستخدم أو واجهة الاستخدام ومكانتهما في الشركة. لذلك، ينتهي بها الأمر مع مواقع سيئة تؤدّي إلى انخفاض معدلات تحويل الزوّار إلى عملاء، وحينها تصرف أموالاً طائلة في تحسين هذه المواقع.
لا تعتمد على الشبكات الاجتماعية في تجربة العملاء. نسبة استخدام الإنترنت والهواتف الذكيّة مرتفعة جدّاً في السعوديّة لا سيما منصّة «إنستجرام» Instagram التي يبيع عليها الأفراد البضائع على الرغم من أنّها غير مخصصة لذلك. ويستخدم الكثير من السعوديين الشبكات الاجتماعية واستراتيجية الدفع في التسويق push marketing، وهو ما ينتج تجربة عملاء سيئة. نتلقّى آلاف الرسائل كلّ يوم، عبر وسائل رقمية أو تقليدية، لذا، نشعر بالانزعاج من الدفع بالمنتجات أو الخدمات على المنصات الاجتماعية.  
إستراتيجية الجذب في التسويق pull marketing هي الأهمّ. تقوم هذه الاستراتيجية على مشاركة محتوى مفيد ومسلّي للعملاء والعملاء المحتملين. يرمز هذا المحتوى عادةً إلى ثقافة العلامة التجارية. فإذا أثبتت العلامة التجارية على المنصّات الاجتماعية نجاحاً في استخدام هذه الاستراتيجية، سوف تتميّز وقد تقنع الناس بشراء منتجاتك أو خدماتك وإخبار الآخرين عنك. أما الهدف من ذلك فهو اقتراح قيمة من منتجاتك وخدماتك، ليس من أجل تلبية توقّعات العملاء فحسب، بل تجاوزها أيضاً.
الشركات التي توفر وسائل متنوعة للتواصل مع عملائها تُظهر اهتمامًا حقيقيًا برضاهم وسهولة تواصلهم؛ ومن خلال الجمع بين وسائل مثل الدردشة المباشرة، والبريد الإلكتروني، وخدمة العملاء الهاتفية، وتطبيقات الرسائل الفورية مثل واتساب، يمكن للشركة تلبية احتياجات العملاء بشكل أكثر فعالية. وهذا التنوع في وسائل التواصل لا يضمن فقط تيسير عملية التواصل، ولكنه أيضًا يعكس تفهّم الشركة لتنوع احتياجات العملاء وأنها تضع احتياجاتهم نصب أعينها وتهدف الي تحسين تجربتهم معها.
حسب تعريف مجلة فوربس تجربة العميل هي تراكم «لتأثير عدّة نقاط - تماس» في سباق تعامل المستهلك مع شركة ما. ترى بعض الشركات أن تجربة العميل تنقسم إلى قسمين: التأثر الذي مصدره مواقع الويب والآخر الذي مصدره وسائل التواصل الاجتماعي، بينما تفضل شركات أخرى تقسيم تجربة العميل حسب طريقة التأثر مع العميل من تجربة عميل مصدرها الهاتف إلى تجربة عميل مصدرها لقاء مباشر في نقطة التوزيع. حسب مجلة فاست كومباني المناهج الستة لتجربة عميل مثلى هي: الاستراتيجية - فهم سلوكيات العميل - القياس - التصميم - الحكامة - الثقافة.  قدرة شركة على توفير وخلق «تجربة» تميزها في نظر عملائها عن المنافسة تؤدي إلى تشجيع العملاء على شراء المزيد ثم إلى تشجعهم على الوفاء للماركة. 